# Audenge
 Audenge  es una comuna y población de Francia, en la región de Nueva Aquitania, departamento de Gironda, en el distrito de Arcachón. Aunque es la cabecera del cantón homónimo, se trata de una de las comunas menos pobladas del mismo.
Está integrada en la Communauté de communes du bassin d'Arcachon Nord Atlantique.

## Demografía
Su población en el censo de 1999 era de 3.948 habitantes. Forma parte de la aglomeración urbana de Biganos. Hermanado con el pueblo de Azagra (Navarra, España).
| 1,781 | 1,964 | 2,001 | 2,234 | 2,529 | 2,675 | 2,981 | 3,948 | 5,816 |
| Para los censos de 1962 a 1999 la población legal corresponde a la población sin duplicidades (Fuente: INSEE [Consultar]) |       |       |       |       |       |       |       |       |